# Mount Macalester
Mount Macalester ist ein markanter und 2430 m hoher Berg im westantarktischen Ellsworthland. Er ragt inmitten der Soholt Peaks in der Heritage Range des Ellsworthgebirges auf.
Der United States Geological Survey kartierte ihn anhand eigener Vermessungen und mithilfe von Luftaufnahmen der United States Navy zwischen 1961 und 1966. Das Advisory Committee on Antarctic Names benannte ihn nach dem Macalester College, Alma Mater des Geologen Gerald Frank Webers (1932–2008), Leiter der Expedition des United States Antarctic Research Program in die Ellsworth Mountains (1979–1980).